# Étienne Bézout
Étienne Bézout [étjen bézu], francoski matematik, * 31. marec 1730, Nemours, Seine-et-Marne, Francija, † 27. september 1783, Basses-Loges pri Fontainebleauju, Francija.